# Eparhia de Fântâna Albă
Eparhia de Fântâna Albă este una din cele trei eparhii ale Mitropoliei Ortodoxe Ruse de Rit Vechi. Are sediul la Brăila și este condusă de mitropolitul Leontie Izot.